# Геддесгайм
Геддесгайм (нім. Heddesheim) — громада в Німеччині, у землі Баден-Вюртемберг. Підпорядковується адміністративному округу Карлсруе. Входить до складу району Рейн-Неккар.
Площа — 14,70 км2. Населення становить 11 737 ос. (станом на 31 грудня 2020).